# Xinyu
Xinyu (cinese: 新余; pinyin: Xīnyú) è una città-prefettura della Cina nella provincia dello Jiangxi.

## Suddivisioni amministrative
- Distretto di Yushui
- Contea di Fenyi